# Дюплесси, Жан-Клод
Жан-Клод-Шамбеллан Дюплесси (фр. Jean-Claude-Chambellan Duplessis, 1699 Турин, Савойское герцогство — 11 октября 1774, Париж, Королевство Франция) — французский ювелир, скульптор-модельер по фарфору и бронзовщик эпохи рококо, прозванный Дюплесси-отцом (фр. Duplessis le père, чтобы отличать его от сына Жана-Клода-Тома Шамбеллана Дюплесси (1730—1783), бронзовщика Севрской фарфоровой мануфактуре, создававшего изделия в неоклассическом стиле в период правления короля Людовика XVI.

## Биография
Жан-Клод Шамбеллан Дюплесси был родом из Италии, из Турина, герцогства Савойи. Его настоящее имя — Джованни Клаудио Чьямбеллано (Giovanni Claudio Ciambellano; иное написание: Chiamberlano). Первой работой Дюплесси-старшего была должность ювелира на службе у принца Кариньяна, герцога Савойского и короля Сардинии. Он прибыл во Францию вслед за принцем Кариньянским, который около 1730 года стал генерал-лейтенантом армии короля Франции, и оказал ему гостеприимство в своем Отеле Суассон в Париже.
С 1742 года мастер работал в Париже. Его индивидуальный стиль близок творчеству Жюста-Ореля Мейссонье, его современника, который, вероятно, и посоветовал ему приехать во Францию. С 1747 года Дюплесси работал скульптором-модельером на фарфоровой мануфактуре в Венсене (в 1756 году переведённой в Севр). Он разрабатывал рисунки новых форм изделий и бронзовых оправ для фарфоровых ваз. В своей мастерской он также занимался литьём, чеканкой и золочением ювелирных изделий. Он создал проекты фарфоровых изделий, получивших названия «Мачтовое судно» (Ваза, похожая на корабль: Vaisseau à mât) и «Ваза в форме головы слона» (Vase à têtes d'éléphants). Его имя также стало названием различных рокайльных форм тарелок и ваз.
Дюплесси выполнял также рисунки мебели, в том числе создал проект и бронзовые детали знаменитого бюро Людовика XV, выполненного в материале Жан-Франсуа Эбеном и Жан-Анри Ризенером в 1760—1769 годах. Учеником Дюплесси был известный бронзовщик и чеканщик Андре-Антуан Раврио.
Сын мастера — Жан-Клод-Тома-Шамбеллан Дюплесси (1730—1783) сменил отца на мануфактуре в Севре после его кончины. Выполнял заказы королевы Марии-Антуанетты. Его произведения находятся в коллекциях Лувра в Париже, в Букингемском дворце и в собрании Уоллеса в Лондоне.

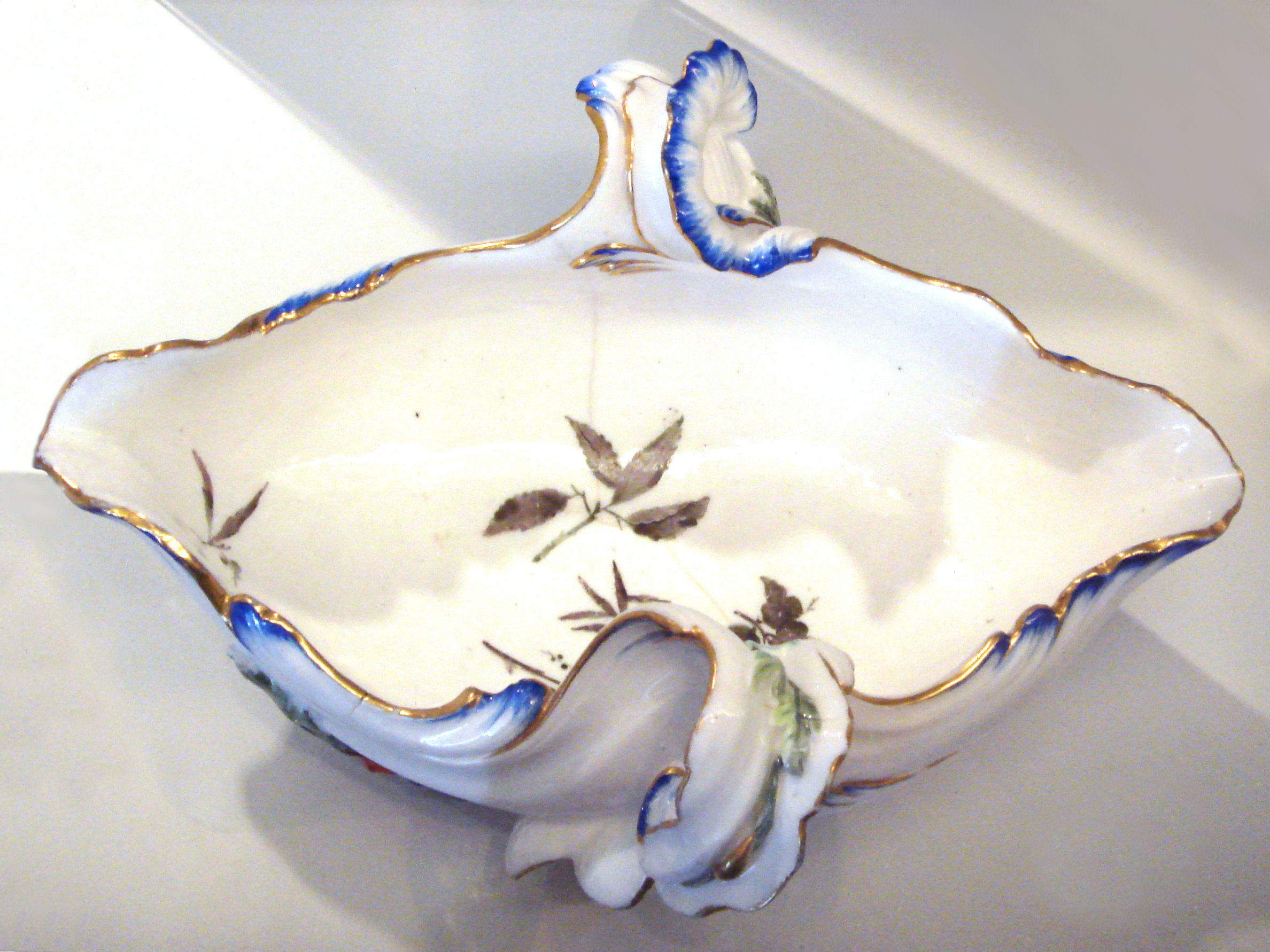
Соусник. 1756. Фарфор. Венсен
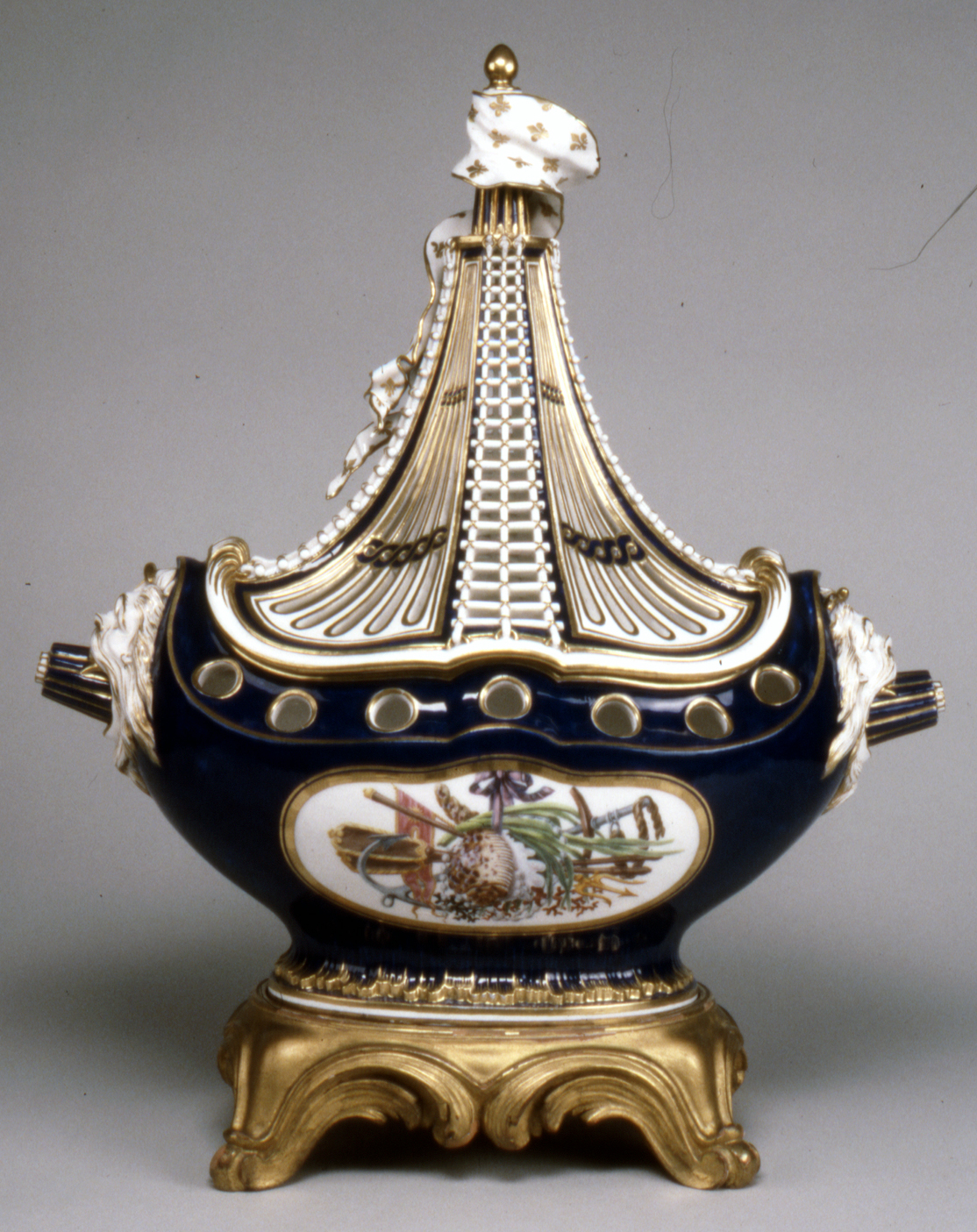
Ваза-попурри (ароматница) в форме корабля ("Мачтовое судно"). Фарфор. Севр
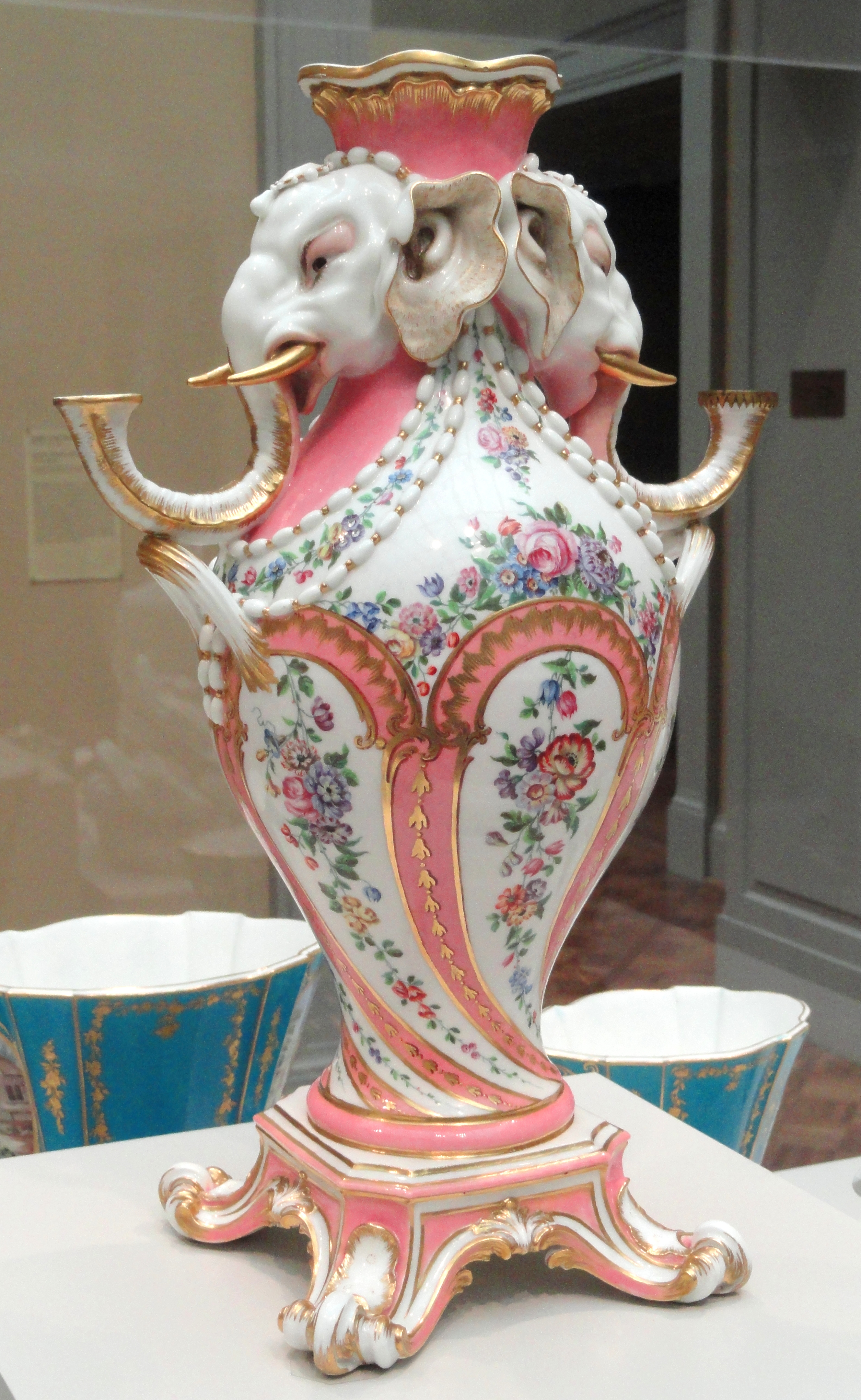
Ваза-канделябр «Слон». 1757–1758. Севр
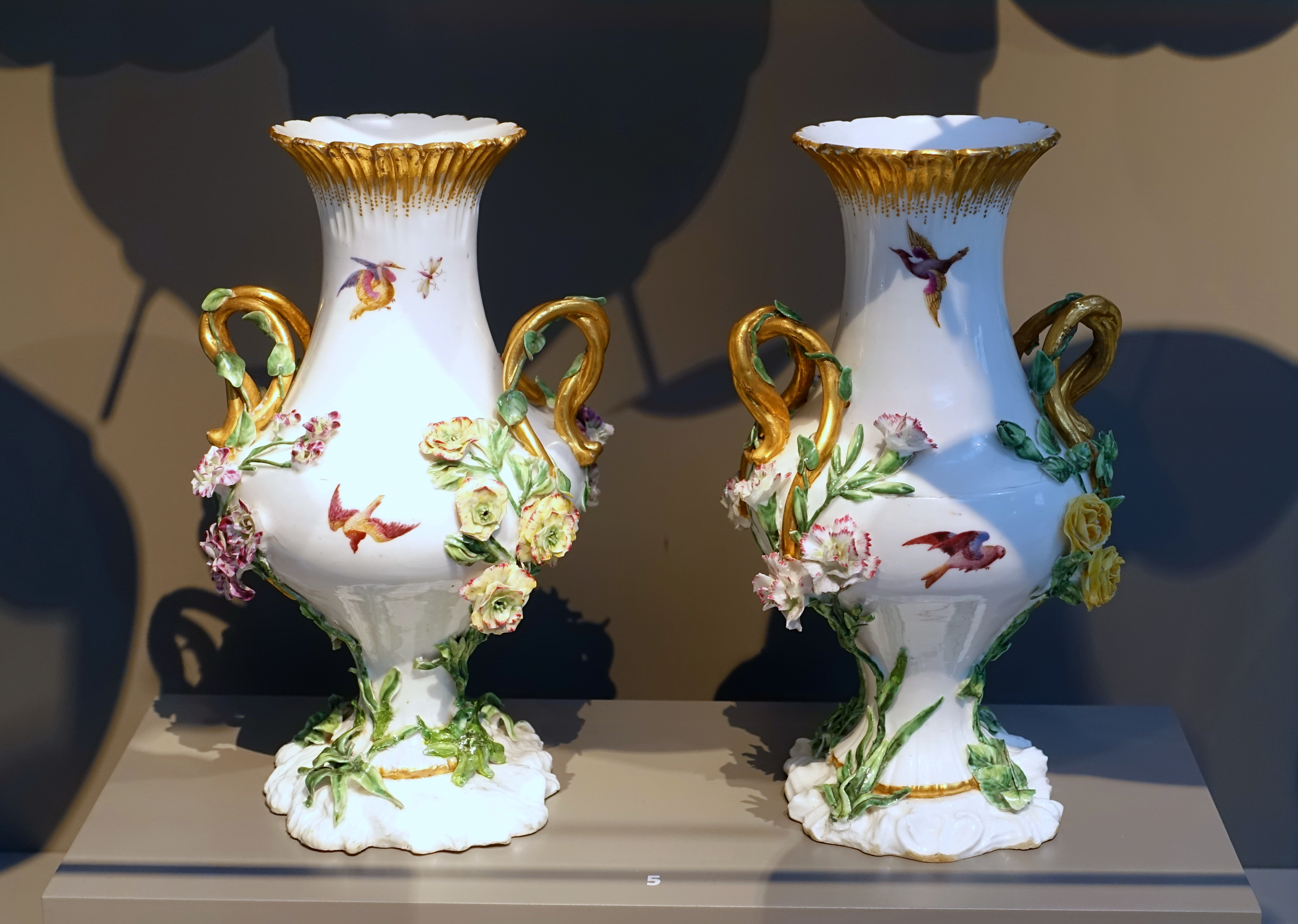
Две вазы. 1749—1751. Мягкий фарфор. Венсен
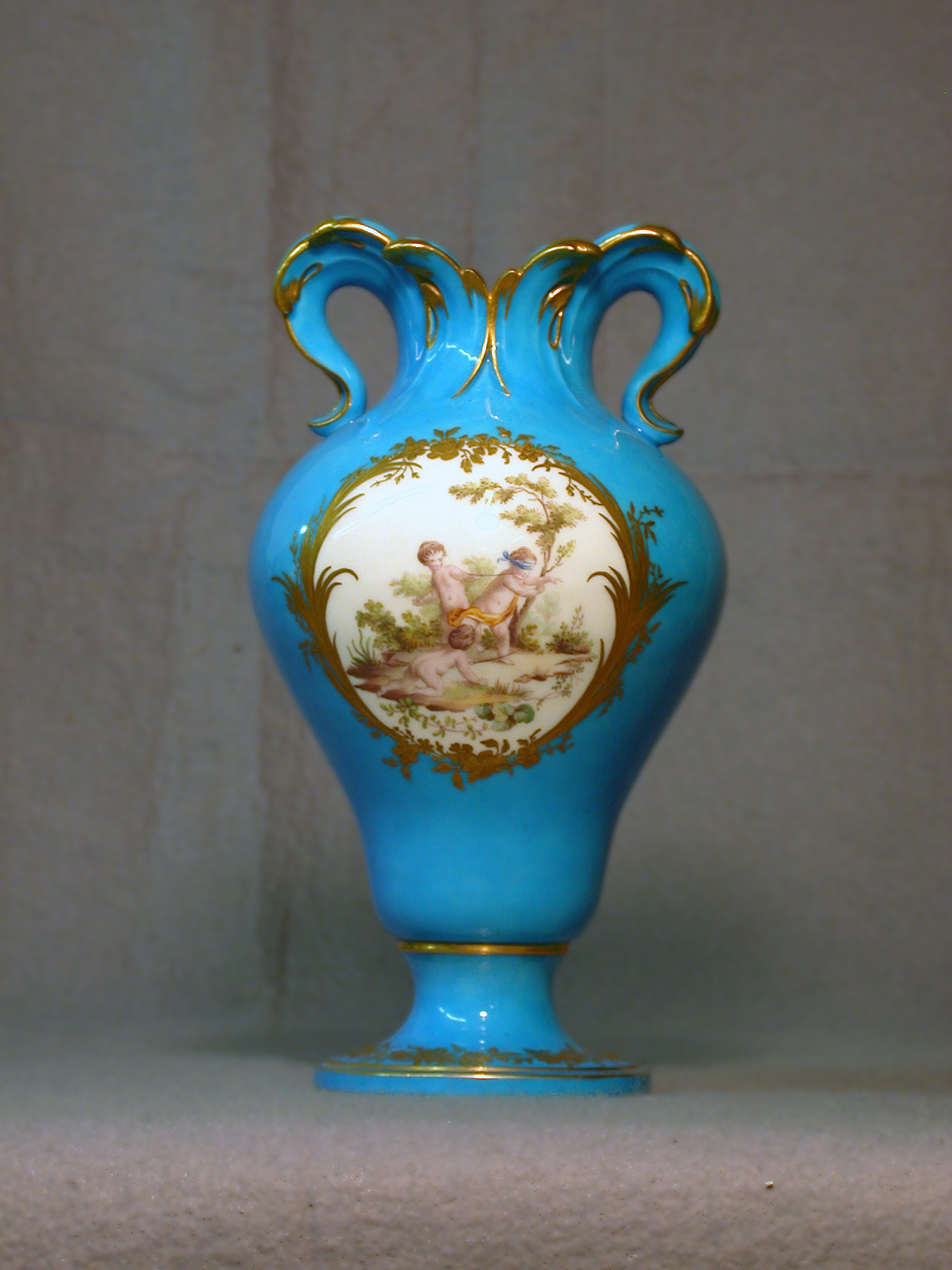
Ваза-тюльпан. Фарфор. Севр
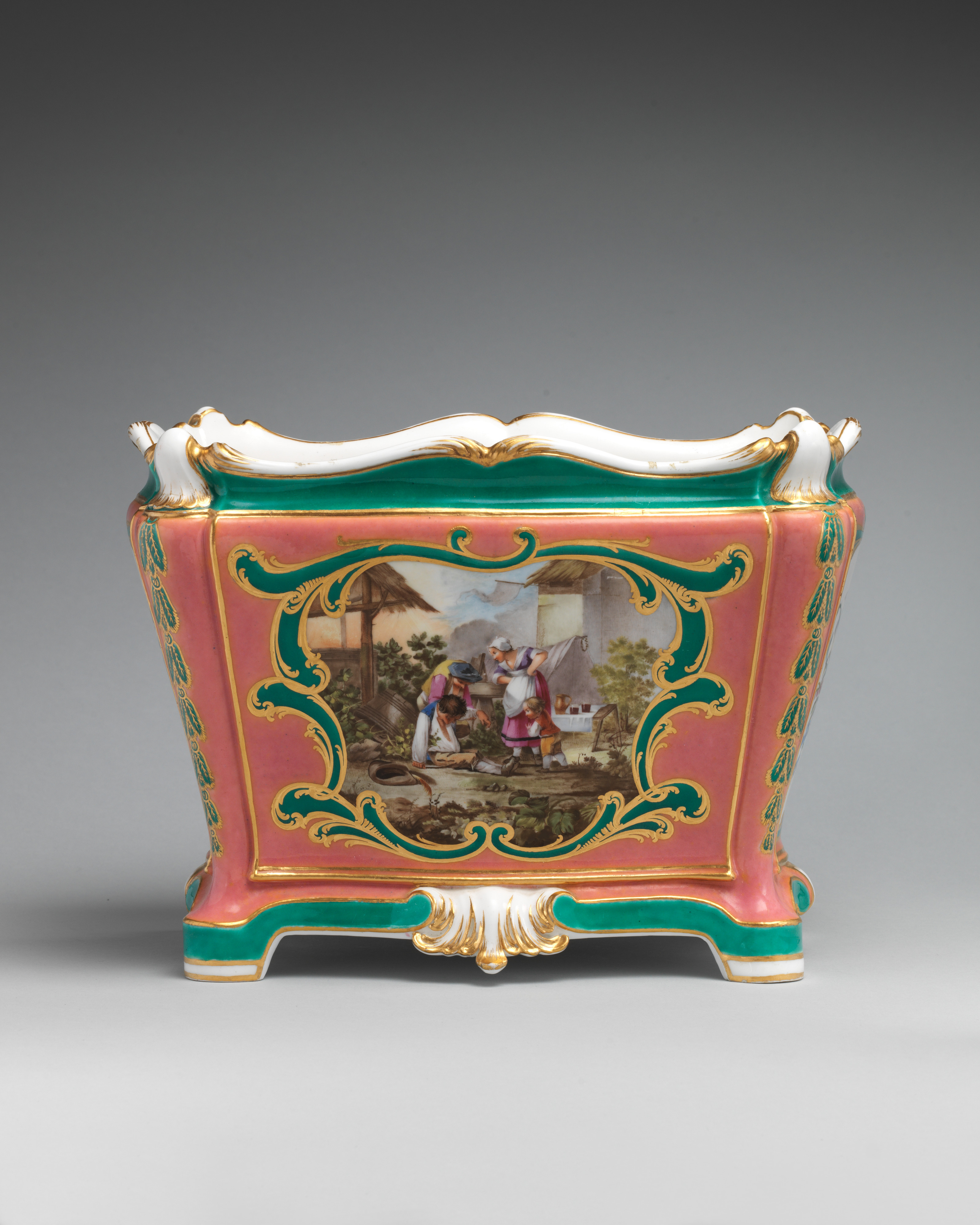
Ваза для цветов (кашпо?). 1760. Мягкий фарфор. Севр